# 寄港地上陸
寄港地上陸（きこうちじょうりく）とは、日本の出入国管理及び難民認定法（入管法）に規定された外国人の上陸のうちの特例上陸の一つ。日本以外の国に同様の制度がある場合の訳語としても用いられる。

## 概要
船舶又は航空機に乗っている外国人（乗員を除く。）が日本を経由して日本以外の地域に赴こうとする際に、その船舶又は航空機の寄港した日本の出入国港において、出国までの間（最長72時間）の範囲内で、入国審査官から許可を受けて、当該出入国港の近傍に上陸することをいう（入管法第14条）。英語表記Shore Passを略してSP（エスピー）とも称される。
ある外国から来た船舶が日本の港を経由して別の外国に行く場合や航空機の乗り換えの場合など、いずれも日本での滞在が主目的ではない外国人が船舶外や航空機外（つまり陸上）で比較的短期間の休息を取ることなどを認めることが寄港地上陸の趣旨である。このため、同一国往復（A国→日本→A国のような旅程）の外国人は原則として寄港地上陸許可の対象とはならない（グアム→日本→アラスカのような場合は対象となり得る）。
寄港地上陸許可の申請は、当該外国人の希望を受けて船長若しくは機長又は運送業者が行う。申請に当たっては日本国査証は不要であるが、日本国の利益保持の観点から上陸拒否事由が存在する外国人に対しては寄港地上陸は認められない。また、寄港地上陸を希望する外国人は、出国後旅行目的地までの旅行に必要な切符又はこれに代わる証明書及び日本から出国後旅行目的地へ入国できる有効な旅券を有している必要がある（出入国管理及び難民認定法施行規則第13条第2項）。これらの条件が満たされた場合、入国審査官は当該外国人に対して寄港地上陸を許可することができる。
寄港地上陸は有効な査証を有していない外国人に対して一時的な上陸を特例的に認めたものであるから、上陸時間等に制限が加えられることが通例である。すなわち、上陸時間は72時間の範囲内で定められ、行動範囲は原則としてその出入国港の属する市町村の区域内に限定され、報酬を受ける活動を行うことは禁止される。